# MAPRE2
MAPRE2 (англ. Microtubule associated protein RP/EB family member 2) – білок, який кодується однойменним геном, розташованим у людей на короткому плечі 18-ї хромосоми. Довжина поліпептидного ланцюга білка становить 327 амінокислот, а молекулярна маса — 37 031.
| 10         |  | 20         |  | 30         |  | 40         |  | 50         |
| ---------- |  | ---------- |  | ---------- |  | ---------- |  | ---------- |
| MPGPTQTLSP |  | NGENNNDIIQ |  | DNNGTIIPFR |  | KHTVRGERSY |  | SWGMAVNVYS |
| TSITQETMSR |  | HDIIAWVNDI |  | VSLNYTKVEQ |  | LCSGAAYCQF |  | MDMLFPGCIS |
| LKKVKFQAKL |  | EHEYIHNFKL |  | LQASFKRMNV |  | DKVIPVEKLV |  | KGRFQDNLDF |
| IQWFKKFYDA |  | NYDGKEYDPV |  | EARQGQDAIP |  | PPDPGEQIFN |  | LPKKSHHANS |
| PTAGAAKSSP |  | AAKPGSTPSR |  | PSSAKRASSS |  | GSASKSDKDL |  | ETQVIQLNEQ |
| VHSLKLALEG |  | VEKERDFYFG |  | KLREIELLCQ |  | EHGQENDDLV |  | QRLMDILYAS |
| EEHEGHTEEP |  | EAEEQAHEQQ |  | PPQQEEY    |  |            |  |            |

A: Аланін

C: Цистеїн

D: Аспарагінова кислота

E: Глутамінова кислота

F: Фенілаланін

G: Гліцин

H: Гістидин

I: Ізолейцин

K: Лізин

L: Лейцин

M: Метіонін

N: Аспарагін

P: Пролін

Q: Глутамін

R: Аргінін

S: Серин

T: Треонін

V: Валін

W: Триптофан

Кодований геном білок за функцією належить до фосфопротеїнів. 
Задіяний у таких біологічних процесах, як клітинний цикл, поділ клітини, мітоз, ацетилювання, альтернативний сплайсинг. 
Локалізований у цитоплазмі, цитоскелеті.